# ألبرت الأول. بيتش
ألبرت الأول. بيتش هو محامي وسياسي أمريكي، ولد في 30 يوليو 1883، وتوفي في 21 يناير 1939. نشط حزبياً في الحزب الجمهوري.